# Cryptembia paraense
Cryptembia paraense är en insektsart som beskrevs av Ross 2003. Cryptembia paraense ingår i släktet Cryptembia och familjen Anisembiidae. Inga underarter finns listade i Catalogue of Life.